# Андреа Канова
Андреа Канова (на италиански: Andrea Canova) е римокатолически епископ, апостолически викарий на Софийско-Пловдивския апостолически викариат със седалище в Пловдив от 1843 до 1866 година.

## Биография
Роден е на 15 май 1806 г. в град Гаресио в Северна Италия, провинция Кунео, регион Пиемонт. През 1823 г. встъпва в ордена на капуцините. На 20 септември 1828 г. е ръкоположен за свещеник. През 1834 г. е избран за настоятел на манастира в град Бра.
В 1840 година капуцините пристигат Пловдивско и умният, енергичен човек и с реформаторски дух Канова е изпратен като мисионер в българските земи. Пред 1841 г. отказва да благослови новата църква в село Балтаджии под предлог че тя е изградена от слама, плет и кал. През септември 1842 година той започва строителството на масивни сгради за католическите църкви в Балтаджии и в Даваджово. На 15 юли 1843 година е назначен за апостолически викарий на София и Пловдив. Успява да издейства султански ферман за построяване на църкви във всички католически села. В същото време издава доста консервативни разпоредби, насочени против пъстрата народна носия, разните накити в жените и младежта, народните игри и песни, седенки и весели обичаи. През 1844 г. благославя новите църкви в селата Даваджово и Балтаджии. През 1845 г. построява приют за бедни в Пловдив.
На 14 юли 1847 година Андреа Канова е назначен за титулярен круйски епископ. Ръкоположен е на 26 март 1848 година. След провъзгласяването му за епископ, което става в Цариград, Канова спечелва пред местните турски власти голяма почит и уважение. Той е почитан и уважаван с любов от местните жители. През 1851 г. престоява и декорира старата катедрала в Пловдив. След като тя изгаря до основи през 1856 г. финансира строежа на сегашния храм „Свети Лудвиг“. За издръжка на епархията закупува в село Алханово чифлик в размер на 1260 дка.
Канова присъства на първия годишен изпит на училището на Найден Геров заедно с турските и гръцките официални лица и публично изказва похвала за дейността на Геров в това първо пловдивско класно българско училище.
Той става и основоположник на католическото просветно дело в епархията. Първоначално в Пловдив функционират две училища – едно за момчета и друго за момичета, но обучението не е систематично и то се води на павликянски диалект. През 1860 г. в Цариград е отпечатана негова брошура на павликянско наречие, в която се обосновава първенството на католическата църква.
По инициатива на епископ Канова през 1863 г. в Пловдив се открива училище „Свети Андрей“, в което се приемат всички желаещи ученици, без оглед на вяра и националност. В училището е въведен и курс по френски език и учениците достигат до 150 души. През 1866 г. е открито и девическо училище „Свети Йосиф“ в подарения от Канова, капуцински манастир. Негови основателки са 4 монахини французойки от ордена на „Свети Йосиф“ – наричани „йосифинки“. Благодарение на щедрата финансова помощ на френското правителство, девическото училище се разраства и към него през 70-те години е открит и пансион.
Умира на 10 август 1866 г. в Пловдив. Погребан е в католическата катедрала на града.

## Награди
- кавалер на „Почетния легион“ – император Наполеон III